# Echemella strandi
Echemella strandi är en spindelart som först beskrevs av Lodovico di Caporiacco 1940.  Echemella strandi ingår i släktet Echemella och familjen plattbuksspindlar.
Artens utbredningsområde är Etiopien. Inga underarter finns listade i Catalogue of Life.